# 新店镇 (如东县)
新店镇，是中华人民共和国江苏省南通市如东县下辖的一个乡镇级行政单位。

## 行政区划
新店镇下辖以下地区：
新店社区、汤园社区、曹庵村、顾高桥村、胡港村、祝套村、月池村、新联村、深河村、孙桥村、三角渡村和双虹桥村。